# Белые Ключи (Иркутская область)
Белые Ключи — упразднённая в 2024 году деревняв Черемховском районе Иркутской области России. Входила на год упразднения в состав Тунгусского муниципального образования.

## География
Находилась на реке Камыжи, примерно в 72 км к югу от районного центра.

## История
Упразднена Законом Иркутской области от 6 марта 2024 года № 19-ОЗ
. 

## Население
| 2002 | 2010 | 2011 | 2012 |
| ---- | ---- | ---- | ---- |
| 10   | ↘3   | →3   | ↘2   |